# L'Orange
L'Orange est une chanson composée et interprétée par Gilbert Bécaud sur un texte de Pierre Delanoë en 1964.
Cette chanson est emblématique d'une partie du répertoire de Gilbert Bécaud : elle laisse une part importante aux choristes et permet à l'artiste d'incarner un personnage (comme Charlie, T'iras pas au Paradis, Alors...raconte ou Mea Culpa). 

## Origine
Pierre Delanoë raconte la naissance de ce titre :

« Bécaud et moi sommes assis face à face, et il me lance : « Je fais l'Olympia dans quinze jours. Tu n'as rien en magasin ? » Moi: « Non, rien. » Il me rétorque : « C'est pas compliqué : dis-moi le premier mot qui te passe par la tête. » « Orange... » À partir de là, cette orange, on n'allait pas la cueillir ni la vendre ou l'éplucher. En revanche, le vol introduisait une dimension dramatique. Le côté antiraciste de la chanson est venu naturellement. »

— Article de Gilles Médioni dans L'Express du 28 mars 2005.

## Clip
Le clip de la chanson a été mis en scène par Jean-Christophe Averty et consiste en des photomontages de quartiers d'agrumes.

## Reprises
Reprise en 2003 par Star Academy 3, le titre se classe numéro un des ventes de singles en France et en Belgique (Wallonie).